# وارتبرگ
وارتبرگ (به لاتین: Zwartberg) یک منطقهٔ مسکونی در بلژیک است که در خنک واقع شده‌است. وارتبرگ ۳٬۷۸۵ نفر جمعیت دارد.